# Lars Binder
Lars Binder (* 1973 in Darmstadt) ist ein deutscher Jazzmusiker (Schlagzeug, Perkussion).

## Wirken
Binder studierte 1994 bis 1999 Jazz und Popularmusik sowie anschließend Orchestermusik an der Musikhochschule Mannheim und Jazzstudies an der Hartt School of Music bei Jackie McLean.
Binder spielte zunächst im Tentett von Fritz Münzer. Gemeinsam mit Olaf Schönborn, Rainer Böhm, Sebastian Noelle und Torsten Steudinger bildete er das Quintett Changes, das 2000 das Album Jazz Changes? bei Jazz n’ Arts veröffentlichte. Dann begleitete er Sarah Kaiser und gehörte zum Quintett L 14,16, mit dem mehrere Alben entstanden. 2009 legte er das Album My Personal Songbook vor.
Aktuell ist Binder Mitglied im Cécile Verny Quartet; weiterhin arbeitet er mit Blank Page und mit Isabelle Bodenseh. Nach einer Mozartproduktion mit Bearbeitungen für Vibraphon, Marimba und Orchester spielt er seit 2017 auch Marimba-Solo-Konzerte. Tourneen führten ihn in die USA, durch Europa, den Nahen und mittleren Osten und mehrmals auf den afrikanischen Kontinent. Weiterhin wirkte er in mehreren Theater- und Musicalproduktionen mit.
Binder hat einen Lehrauftrag für Rock/Pop/Jazz an der Berufsfachschule für Musik des Bezirks Schwaben und unterrichtet an der Jugendmusikschule Ludwigsburg.

## Preise und Auszeichnungen
2010 wurde Binder mit dem Cécile Verny Quartet für den BMW Welt Jazz Award nominiert. 2012 erhielt er das Künstlerstipendium der Kunststiftung Baden-Württemberg. Zwei Alben des Quintetts L 14,16 wurden 2002 und 2007 mit dem Vierteljahrespreis der deutschen Schallplattenkritik ausgezeichnet. 2019 wurde die Produktion Jazz Meets Debussy von Blank Page für den Vierteljahrespreis der deutschen Schallplattenkritik nominiert.